# Laudivio Carvalho
Laudívio Alvarenga Carvalho (Bocaiúva, Minas Gerais, 16 de julho de 1962) é um jornalista, radialista, redator, apresentador e político brasileiro atualmente filiado ao partido Podemos (PODE). É considerado um dos nomes mais importantes do rádio e TV em Minas Gerais. Trabalhou na rádio Itatiaia onde apresentou até 2014 o Itatiaia Patrulha, o programa popular de maior audiência da rádio mineira.

## Biografia
Laudívio Carvalho iniciou a carreira em Montes Claros, no Norte de Minas Gerais, em 1977, como repórter do "Diário de Montes Claros" e como locutor e repórter da Rádio Educadora.
Entrou na Rádio Itatiaia em 1980, como repórter e comunicador. Apresentou por 10 anos o programa fenômeno de audiência, "Itatiaia Patrulha", atração com foco nos assuntos relacionados à segurança pública.
Apresentou os jornais "Agora", "Aqui Agora", além de comandar os programas "O povo na TV", "Alterosa Urgente"  e "Alterosa Patrulha". Também foi repórter especial do Jornal da Alterosa, levando para a tela da TV as notícias mais fortes do mundo policial. Na Band apresentou o "Minas Urgente" e durante dois anos participou do “Programa Sílvio Santos”, no SBT, entregando prêmios da Telesena. 
Em 24 de novembro de 2011 recebeu o título de Cidadão Honorário de Belo Horizonte, no Palácio Francisco Bicalho, na Câmara Municipal da capital.
Em 5 de novembro 2013, por ter  contribuído para a melhoria da capital e, consequentemente, da vida dos belo-horizontinos, foi novamente homenageado e recebeu o Grande Colar do Mérito Legislativo, a mais importante honraria concedida pelo parlamento municipal.

## Vida política
Em 2014 e pela primeira vez, foi candidato a deputado federal por Minas Gerais pelo Partido do Movimento Democrático Brasileiro (PMDB) através da coligação MINAS PRA VOCÊ (PT/PMDB/PC do B/PROS/PRB) e eleito com 78 762 votos, representando 0,78%.
Em 8 de março de 2016 saiu do PMDB e se filiou ao partido Solidariedade. O ato de filiação ocorreu na liderança da bancada, na Câmara dos Deputados em Brasília. Na data de 15 de março de 2016, marcou filiação e posse na executiva estadual do partido, que aconteceu na Câmara Municipal de Belo Horizonte.
Na data de 17 de abril de 2016 votou favorável ao processo de impeachment de Dilma Rousseff, declarando seu voto da seguinte forma: "Depois do atual governo provocar a maior recessão desse país, a presidente está colhendo o que merece: a saída pela porta dos fundos no planalto. É assim que vai acontecer. (...) Mesmo que o governo venha insistindo em denominar em golpe. Não é golpe. É impeachment. Será cassação. E o que não faltam são indícios de má conduta administrativa. (...) Além disso, o povo brasileiro clama pelo fim desse trágico governo."
No seu primeiro mandato, o parlamentar foi o novo relator do Código de Mineração e também apresentou dois projetos de sua autoria: o PL 374/15, que prevê mecanismos de proteção às vítimas e testemunhas vulneráveis e o PL 4565/15, na qual ele defende o aumento da pena aplicada ao crime de invasão de domicílio, a ser alterada no Código Penal Brasileiro.‪
Atualmente preside a CPI da Máfia do Futebol.

## Bancadas
- Bancada da Bala - Frente Parlamentar da Segurança Pública
- Relator da Comissão Especial que analisa o PL 3722/12, que revoga o atual Estatuto do Desarmamento
- Comissão de Segurança Pública e Combate ao Crime Organizado na Câmara Federal
- Vice-presidente da CPI que analisou o Sistema Carcerário Brasileiro
- Presidente da CPI da Máfia do Futebol na Câmara dos Deputados
- Relator do Código da Mineração